# Djoully Nzoko
Djoully Nzoko (Turku, 11 oktober 2007) is een Fins voetballer die doorgaans speelt als flankaanvaller. In de zomer van 2024 verruilde hij het Finse Inter Turku voor het Belgische KRC Genk.

## Carrière
Nzoko groeide op in de Finse regio Vaala, dicht bij de Finse stad Turku. Het was hier in de straten dat hij, samen met vrienden, zijn eerste voetbalstappen zette. Op 7-jarige leeftijd sloot Nzoko zich aan bij de jeugdploegen van TPS. Twee seizoenen later wmaakte hij, op 9-jarige leeftijd, de overstap naar Inter Turku.
Op 29 november 2023 tekende Nzoko, op 16-jarige leeftijd, een profcontract bij Inter Turku. In zijn debuutseizoen bij de club wist hij al snel indruk te maken. In 12 competitiewedstrijden was hij goed voor 4 doelpunten.
Begin september 2024 raakte bekend dat het Belgische KRC Genk Nzoko aangetrokken had. Hij tekende er een contract tot de zomer van 2027. Nzoko zal in eerste instantie uitkomen voor Jong Genk, de beloften van de club die actief zijn op het op één na hoogste niveau in België.